# 1953年1月29日月食
1953年1月29日月食为一次在协调世界时1953年1月29日出現的月全食。該次月食半影食分為2.455、全影食分為1.336。偏食維持了113分，全食維持43分。

## 概述
這次月食的食分是8.82，偏食維持了113分，全食維持43分。

## 基本參數
- 類型：月全食
- 食甚資料：
  - 日期：1953年1月29日
  - 時間：23:47
  - 月球位置：赤經8.82度、赤緯18.0度
  - 食分：半影食分：2.455、全影食分：1.336
  - 持續時間：偏食113分、全食43分

## 外部連結
- NASA月食專頁（页面存档备份，存于）（英文）